# Miliardar
Miliardar este o persoană care deține o avere netă de cel puțin un miliard unități de monedă, de obicei dolar american, euro sau liră sterlină. John D. Rockefeller a fost primul miliardar în anul 1916.
Statele Unite au cel mai mare număr de miliardari din orice țară, cu 536 începând din 2015.
Ponderea miliardarilor în economia mondială este semnificativă; astfel, averea a 400 de miliardari reprezintă produsul intern brut al Indiei, un stat cu o populație de peste un miliard de oameni.
Conform revistei Forbes care publică anual o statistică a miliardarilor din lume, în anul 2014 în lume existau 1.654 de miliardari, care împreună dețineau un total de 6.400 miliarde de euro. Dintre aceștia, 138 sunt femei miliardare.
Această listă are la origine clasamentul anual întocmit de revista Forbes în decembrie 2014.
- Bill Gates, SUA,  Microsoft -  $80.7  miliarde
- Warren Buffett, SUA, Berkshire Hathaway -  $73.4  miliarde
- Carlos Slim, Mexic, Telecom -  $70.9 miliarde
- Amancio Ortega,  Spania, retail -  $60.7 miliarde
- Larry Ellison,  SUA,  Oracle -  $51.1  miliarde
- Charles Koch & David Koch, SUA, diverse - $41.3  miliarde
- Christy Walton,  SUA, Wal-Mart -   $40.6  miliarde
- Jim Walton, SUA, Wal-Mart -  $39.6  miliarde
- Alice Walton, SUA,  Wal-Mart - $38.2  miliarde
- Robson Walton,  SUA , Wal-Mart -  $38.1  miliarde.

România are un singur reprezentant în acest clasament, Ioan Niculae, care se clasează pe poziția 1.372, cu o avere estimată la 1,2 miliarde de dolari.